# Georges Dandelot

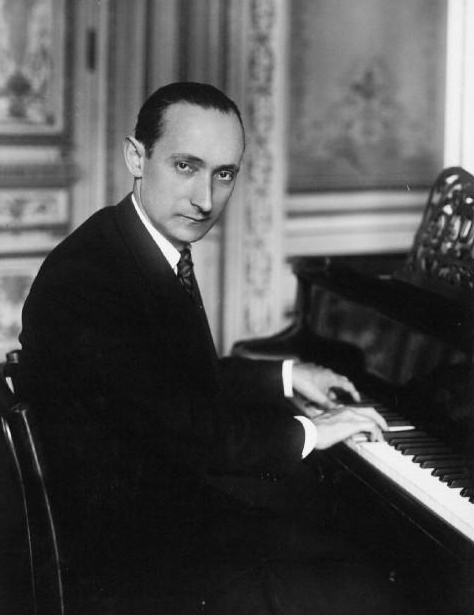
Georges Dandelot (1925)

Georges Dandelot (* 2. Dezember 1895 in Paris; † 17. August 1975 in Saint-Georges-de-Didonne) war ein französischer Komponist und Musikpädagoge.

## Leben und Wirken
Georges Dandelots Vater war Alfred Dandelot, der Begründer der Konzertagentur Dandelot, die mit Künstlern wie Camille Saint-Saëns, Arthur Rubinstein, Eugène Ysaÿe und Sergei Sergejewitsch Prokofjew arbeitete. Seine Mutter Madelaine geborene Mangeot war die Tochter des Klavierbauers Edouard Mangeot und Schwester von Auguste Mangeot, der gemeinsam mit Alfred Cortot 1919 die École Normale de Musique gründete.
Dandelot studierte am Pariser Konservatorium bei Émile Schwartz, Louis Diémer, Xavier Leroux, Jean Gallon, Georges Caussade, Charles-Marie Widor, Vincent d’Indy, Maurice Emmanuel sowie Paul Dukas und Albert Roussel. Im Ersten Weltkrieg war er Soldat. Ab 1919 unterrichtete er Harmonielehre an der École Normale de Musique und ab 1942 auch am Konservatorium. Zu seinen Schülern zählten unter anderen Paul Méfano, André Casanova, Jacques Bondon, André Boucourechliev und Michél Philippot.
Als sein Hauptwerk gilt das Oratorium Pax aus dem Jahr 1935, das von den Erlebnissen des Weltkrieges geprägt ist. Er komponierte außerdem eine Sinfonie, ein Concerto romantique für Cello und Orchester, ein Streichquartett und weitere kammermusikalische Werke sowie mehrere Ballette (u. a. Le Souper de famine, Le Jardin merveilleux, La Création) und Opern (u. a. Midas und Apolline).
| Personendaten    | Personendaten                             |
| ---------------- | ----------------------------------------- |
| NAME             | Dandelot, Georges                         |
| KURZBESCHREIBUNG | französischer Komponist klassischer Musik |
| GEBURTSDATUM     | 2. Dezember 1895                          |
| GEBURTSORT       | Paris                                     |
| STERBEDATUM      | 17. August 1975                           |
| STERBEORT        | Saint-Georges-de-Didonne                  |